# Old Street (Metropolitano de Londres)
Old Street é uma estação do Metropolitano de Londres e da National Rail na junção de Old Street e City Road no Centro de Londres, Inglaterra. A estação fica no ramal Bank da linha Northern entre as estações Angel e Moorgate e na Northern City Line entre as estações Moorgate e Essex Road. A estação fica no borough londrino de Islington (na fronteira com Hackney). Está na Zona 1 do Travelcard.

## História
A estação foi inaugurada em 17 de novembro de 1901 como uma extensão da City and South London Railway (C&SLR), a primeira ferrovia tubular de nível profundo em Londres que conectou a Cidade de Londres com o Southwark. Fazia parte de uma extensão da Moorgate para Angel, junto com a estação em City Road. A área ao redor da estação era originalmente uma mistura de indústria leve, comércio e armazéns.